# Federação de Voleibol das Ilhas Marshall
A Federação de Voleibol das Ilhas Marshall  (em inglêsː Marshall Islands Volleyball Federation, MIVA) é  uma organização fundada em 1992 que governa a pratica de voleibol nas Ilhas Marshall, sendo membro da Federação Internacional de Voleibol e da Confederação Asiática de Voleibol, a entidade é responsável por  organizar  os campeonatos nacionais de  voleibol masculino e feminino no país.